# Naoya Shiga
Naoya Shiga (志賀 直哉, Shiga Naoya, 20 février 1883 - 21 octobre 1971) est un écrivain et nouvelliste japonais actif pendant les ères Taishō et Shōwa.

## Biographie

### Jeunesse
Shiga Naoya est né à Ishinomaki dans la préfecture de Miyagi. Son père, fils de samouraï, était banquier. La famille déménagea à Tōkyō quand Naoya avait trois ans ; ils habitèrent chez ses grands-parents, qui élevèrent l'enfant. Sa mère mourut quand il avait treize ans, et son père se remaria peu après.
Il est diplômé de la prestigieuse école Gakushūin. Il entra ensuite à la faculté de littérature anglaise de l'université de Tokyo, où il rencontra Kanzō Uchimura, qui le convertit au christianisme en 1908. Il changea ensuite de faculté pour passer à celle de littérature, mais quitta l'université peu après, en 1910 et ne reçut pas de diplôme.

### Carrière littéraire

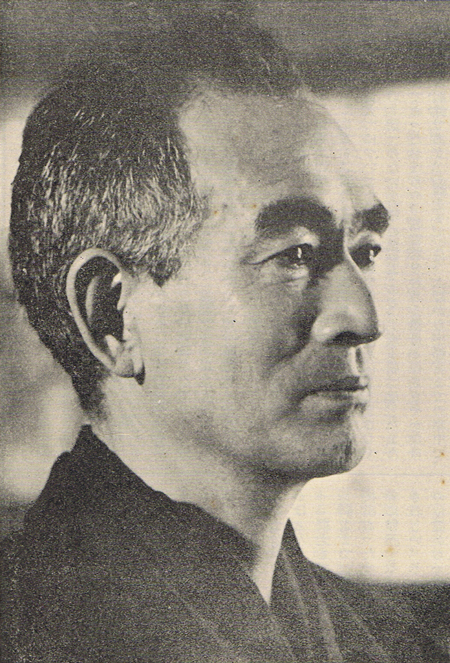
Naoya Shiga en 1937. Photographe : Ihei Kimura.

Pendant ses années à Gakushūin il connut et devint ami de Mushanokoji Saneatsu et de Kinoshita Rigen. Sa carrière littéraire démarra avec le magazine littéraire Boya (« Perspective »), qui circula dans leur petit groupe littéraire à l'école. En 1910 on publia sa nouvelle Abashiri made (« À Abashiri ») dans le premier numéro du magazine littéraire Shirakaba (« Bouleau blanc »). C'est à cette époque que sa relation avec son père se détériore, celui-ci n'aimant pas son choix de carrière.
Il est considéré avoir perfectionné le style littéraire japonais appelé Watakushi shōsetsu, qui utilise les souvenirs subjectifs des auteurs sur leur propre vie de tous les jours. Il s'est établi une bonne réputation avec quelques nouvelles, dont Kamisori (« Le Rasoir », 1910), Seibei to hyotan ("Seibei et ses gourdes", 1913), et Manazuru (1920). Ces œuvres seront suivies d'autres, plus longues, comme Otsu Junkichi (1912), Wakai (« Réconciliation », 1917, écrit peu après sa réconciliation avec son père), et son roman phare, An'ya Koro ("Errances dans la nuit", 1921-1937), qui fut publié dans le magazine radical-socialiste Kaizō.
Son style laconique influença beaucoup d'écrivains et lui valut des éloges d'Akutagawa Ryūnosuke et d'Hiroyuki Agawa. Toutefois, d'autres contemporains, dont Dazai Osamu, firent de vives critiques de son style « sincère ».
Shiga déménagea plus de vingt fois dans sa vie, si bien qu'un certain nombre de ses nouvelles sont profondément inspirées par les endroits où il vécut : ainsi Kinosaki ni te (« Au cap Kinosaki », 1917) ou Sasaki no ba'ai (« Le cas de Sasaki », 1917). Il habita la station thermale d'Atami dans la préfecture de Shizuoka dès la Seconde Guerre mondiale. Il y reçut fréquemment des amis, dont l'écrivain Kazuo Hirotsu et le réalisateur Yasujirō Ozu.

### Les dernières années
Il est décoré de l'Ordre de la Culture en 1949.
Il n'écrira que peu pendant les 35 dernières années de sa vie, à part quelques articles pour des journaux littéraires, où il parlait de son temps avec les écrivains membres de la Shirakaba, ou de son ancien intérêt pour le christianisme. Ses admirateurs l'appelèrent shosetsu no kamisama (« le roi de la fiction »).
Il meurt d'une pneumonie de longue durée le 21 octobre 1971, à l'âge de 88 ans.

## Anecdotes
En 1946, moins d'un an après la reddition du Japon à l'issue de la Seconde Guerre mondiale, Naoya Shiga proposa l'adoption du français comme langue nationale au lieu du japonais. En effet le Japon en cours de reconstruction était prêt à effectuer de grands changements et Naoya considérait le français comme « la plus belle langue du monde »,. Il dit du français : 

« C'est ainsi qu'il vaut mieux, à mon sens, adopter avec courage et franchise la meilleure langue, la plus belle langue du monde comme langue nationale. Pour cela, c’est la langue française qui me semble aujourd’hui la plus appropriée. [...] Je ne suis pas très compétent en langue étrangère et je ne dispose pas de connaissances concrètes pour insister avec conviction sur l'adoption du français comme langue nationale. Mais les raisons pour lesquelles le français me semble le plus approprié sont les suivantes : d’abord, la France est un pays culturellement avancé ; de plus, elle a quelques points communs avec les Japonais, comme j’ai pu le vérifier par ma lecture des romans français ; ensuite, d'après ce qu'on dit, la poésie française a aussi certains éléments en partage avec les waka et les haïkus japonais ; enfin, il semble que la langue française ait atteint un haut niveau d’élaboration grâce aux hommes de lettres. C'est pourquoi le français me semble la meilleure langue possible. »

## Liste des œuvres traduites en français
- 1908-1955 : Le Samouraï, vingt-deux nouvelles traduites par Marc Mécréant, Bibliothèque Marabout, 1970. Ce recueil comprend :
  - Fil d’Aragne
  - Le Rasoir
  - Le Vieil homme
  - En marge de « Hamlet » : journal de Claudius
  - Le Crime de Han
  - Le Voleur d’enfant
  - A Kinosaki
  - Le Cas Sasaki
  - Mari et femme
  - Le Samouraï
  - Le Petit commis et son Dieu
  - La Flambée au bord du lac
  - Les Rainettes
  - Métempsycoses
  - Naguère à Yamashina
  - Rage d’amour
  - Kuniko
  - Kuma
  - Les Palombes
  - Les Belles-de-jour
  - Une farce
  - Couples

A noter que plusieurs de ces nouvelles ont été publiées, par ailleurs, dans des revues, des anthologies et d’autres recueils moins complets, notamment A Kinosaki (paru aux Editions Philippe Picquier) qui reprend quatorze de ces traductions.
- 1913 : Seibei et ses gourdes (清兵衛と瓢箪), dans La Semeuse n°9-11, nouvelle traduite par Juntaro Maruyama, septembre-novembre 1926.
- 1913 : L’Artiste et Le Crime de Han (范の犯罪), dans Les Portes de l'enfer, nouvelles traduites par Ivan Morris en collaboration avec Arlette Rosenblum et Maurice Beerblock, Editions Stock, 1957. Nouvelles reprises dans L'Iris fou, suivi de Odieuse vieillesse, Le Maître, Le Tableau d'une montagne, L'Artiste, Le Crime de Han, Editions Stock (collection « La Bibliothèque cosmopolite »), 1997.
- 1921-1937 : Errances dans la nuit (暗夜行路), roman traduit par Marc Mécréant, Gallimard (Collection « Connaissance de l’Orient »), 2008.
- 1946 : La Lune grise (灰色の月), dans Les Ailes La Grenade Les Cheveux blancs et douze autres récits (1945-1960), nouvelle traduite par Yûko et Philippe Brunet, Editions Le Calligraphe-Picquier, 1986 (réédition Editions Philippe Picquier, 1991) ; Anthologie de nouvelles japonaises (Tome II - 1945-1955) - Les Ailes La Grenade Les Cheveux blancs, Picquier poche, 1998.

## Sources de la traduction
- (en)/(it) Cet article est partiellement ou en totalité issu des articles intitulés en anglais « Shiga Naoya » (voir la liste des auteurs) et en italien « Shiga Naoya » (voir la liste des auteurs).